# Дикое (озеро, Червенский район, бассейн реки Волма)
Дикое (устар. Глухое; бел. Дзікае) — озеро в Беларуси. Находится в Червенском районе Минской области, относится к бассейну реки Волма.

## Общие сведения
Озеро располагается примерно в 1,3 км на юго-восток от г. Червеня, в лесу на полуосушенном болоте. Берега озера сильно заболочены, на них произрастают кустарниковая, на южном и восточном берегах — также луговая растительность. Площадь озера составляет примерно 0,16 км², длина — 0,53 км, ширина — 0,42 км, длина береговой линии — примерно 1,5 км, объём воды, предположительно, 1,34 млн м³, наибольшая зарегистрированная глубина — 4,2 м, хотя по некоторым данным озеро имеет «двойное дно» и значительно глубже. Соединяется узкой протокой с системой мелиоративных каналов и р. Червенка (приток р. Волма).

## Легенда о происхождении
По легенде на месте озера когда-то находилось древнее языческое капище. Позже на его месте был построен православный монастырь, однако даже после принятия христианства местные жители продолжали молиться языческим богам. Игуменья, основательница монастыря, изо всех сил пыталась искоренить язычество. Но однажды ночью монастырь провалился под землю, а на месте его и появилось озеро Дикое. Некоторые говорят, что тихой ночью в окрестностях озера можно услышать стоны и звон колоколов.

## Фауна
В озере обитают такие виды рыб, как карась, линь, окунь, щука, плотва, лещ и другая рыба. По берегам гнездятся водоплавающие птицы, в том числе камышовка — вид, занесённый в Красную книгу.

## Туризм
На озере организовывалось платное рыболовство. Сейчас, вероятно, уже не организуется.

## Экология
В засушливые годы уровень воды в озере падает, и оно начинает активно зарастать. В 2012 году был поднят вопрос о создании на озере зоны отдыха и очистке его от водорослей. Однако, по словам начальника Минской межрайонной инспекции охраны животного и растительного мира, создание зоны отдыха на озере может привести к возникновению фактора беспокойства для фауны озера и его окрестностей. Несмотря на это, возможность благоустройства озера не была исключена.